# Teorija okrepitve
Avtor teorije okrepitve je B. F. Skinner. Teoriji okrepitve bi z drugo besedo lahko dejali tudi teorija ojačevanja. Po tej teoriji vedenje sestoji iz treh elementov: dražljaj, odziv in nagrada. Okrepitev je po Skinnerju dogodek, ki naredi neko vedenje ali reakcijo verjetnejšo ali pogostejšo. Dražljaje, ki modificirajo vedenje je Skinner poimenoval ojačevalci ali operanti. Poznamo primarne ojačevalce, ki imajo že od samega začetku ojačevalni učinek in sekundarne ali pogojne ojačevalce. Ti so prvotno nevtralni dražljaji, ki šele po prezentaciji skupaj s primarnim ojačevalcem pridobijo značaj ojačevalca. Verjetno najbolj pogost sekundarni ojačevalec, ki ga poznamo, je denar. Poznamo pa tudi pozitivne ojačevalce in negativne ojačevalce. Pozitivni ojačevalci pomenijo prisotnost nečesa v okolju, medtem ko negativni pomenijo umik nečesa iz okolja. Pozitivnim in negativnim lahko dodamo še podvrsti in sicer apetitivne (povečujejo verjetno vedenja) in averzivne (zmanjšujejo verjetnost vedenja. Za apetitivne ojačevalce lahko rečemo tudi, da gre za nagrado, za averzivne ojačevalce pa da gre za kazen .

#### Ojačevalna kontingenca
To je sosledje treh dejavnikov, ki opredeljujejo opereantno vedenje: a) predhodne okoliščine v katerih se pojavla vedenje, b) akcije in dejanja organizma (odziv) in c) posledice teh dejanj/ojačevanje . Ojačevalne kontingence se v življenju pogosto pojavljajo slučajno.

#### Sheme ojačevanja (»schedules of reinforcement")
Poznamo pet shem ojačevanja in sicer:
1. Shema neprekinjenega ojačevanja - po tej shemi dobi posameznik ali žival nagrado vsakič, ko naredi ustrezno dejanje (npr. pride točno v službo).
2. Shema fiksnega razmerja – pri tej shemi, dobi posameznik nagrado po določenem/fiksnem številu vedenj (npr. ko petkrat pravočasno odda finančno poročilo.)
3. Shema fiksnega intervala – tu damo nagrado posamezniku, če znotraj nekega časovnega intervala, vsaj enkrat uspešno izvede ustrezno dejanje (npr. v roku 10 minut posameznik odgovori na vsaj eno pritožbo)
4. Shema variabilnega razmerja – pri tej shemi se spreminja razmerje/št. ponovitev vedenj, po katerih posameznik dobi nagrado (npr. enkrat dobi nagrado, ko uspešno zloži 10 majic, enkrat ko jih uspešno zloži dvajstet in podobno)
5. Shema variabilnega intervala – tu se spreminja časovni interval,  po katerem dobiva posameznik nagrado, če je vsaj enkrat bil uspešen (npr. enkrat dobi posameznik nagrado po 5 minutah, enkrat po 2 minutah, enkrat po 14 minutah in podobno).

Različne sheme ojačevanja imajo različne učinke. Predvsem se je pokazalo, da ima prekinjeno ojačevanje enak in pogosto močnejši učinek na vedenje, kot neprekinjeno ojačevanje.  Je pa res, da ima neprekinjeno ojačevanje trajneši učinek in povzroči nižjo stopnjo ugašanja.
V življenju se pogosto srečamo s shemami ojačevanja in njihovimi učinki. Uporabljamo jih v vzgoji, pri učenju, zdravljenju, psihoterapiji  in tudi na delovnem mestu. Primer uporabe shem ojačevanja na delovnem mestu bi lahko bil npr. pri plačevanju (po času, po učinku in tako dalje) .

#### Samonadzor in samoojačevanje
Pri  okrepitvah ali ojačitvah je pomembno poudariti, da za njihov delovanje ni nujno, da pridejo iz zunanjega sveta. Pogosto lahko principe ojačevanja in  sheme ojačevanja uporabimo pri samem sebi. V tem primeru govorimo o samonadzoru in samoojačevanju .

## Teorija okrepitve in delo
Na delovnem mestu lahko apliciramo teorijo okrepitve na več načinov. Eden izmed njih je, da uporabimo principe pozitivnega ojačevanja in zaposlenim ponudimo nagrado, ko le ti pokažejo ustreno ali zaželeno vedenje ali določeno znanje. Poudariti velja, da je nagrada najučinkovitejša, ko jo je zaposleni deležen takoj po izvedenem vedenju ali izkazanem znanju. Nagrade, ki pozitivno ojačujejo želeno vedenje na delovnem mestu imajo širok razpon. Lahko gre za pohvalo supervizorja ali sodelavca, za darilo, premijo, naklonjeno pozornost, pripoznanje ali priložnost povzpeti se v karieri . Prevladujoče mesto nagrade na delovnem mestu zavzema denar, pri čemer je moč tovrstnega nagrajevanja diskutabilna. Osnovna motivacija za marsikoga je verjetno mesečna plača. Lahko pa denarna nagrad pride tudi v obliki dodatka. Na primer, da imamo delavca v podjetju, ki se ukvarja s prodajo sesalcev. Zaposlenemu lahko določimo mejo ob kateri bo prejel denarni dodatek recimo 5 ali več sesalcev na teden. Teorija okrepitve predpostavlja, da če zaposleni doseže ali preseže to mejo in mu je potem nagrada izplačana, bo zaposleni to vedenje bolj verjetno ponovil v prihodnosti kot bi ga sicer, ko ne bi bilo njegovo vedenje ojačano.  

### Motiviranje zaposlenih
Pri motiviranju zaposlenih poznamo več  načinov ojačevanja. Dva sta najbolj pogosto aplicirana na delovnem mestu.  Eno je povezano s shemami ojačevanja ali nagrajevanja. Nagrajevanje je lahko prekinjeno (na primer ko uslužbenec enkrat dobi pohvalo za dobro opravljeno delo, enkrat pa ne) ali neprekinjeno (pri dajanju nagrad smo dosledni) . Ferster in Skinner (1957, v ) sta odkrila prekinjeno nagrajevanje producira višjo raven dela kot neprekinjeno nagrajevanje. Poznamo tudi kontingenčno nagrajevanje. To je takrat, ko je to ali bo uslužbenec dobil nagrado ali ne, odvisno od vedenja, katerega bo prikazal. Torej gre za pogojeno nagrajevanje . Primerov tovrstnih nagrajevanj je ogromno: plačevanje po kosu v proizvodnji, premije ob koncu leta, provizije ob prodaji in podobno. Luthans, Paul in Baker  ponujajo primer aplikacije kontingenčnega nagrajevanja na delovnem mestu. V raziskavi, v katerih je bilo vključenih 16 veleblagovnic,  so pozornost usmerili na vedenje prodajnega osebja znotraj teh veleblagovnic. Pozorni so bili na tri specifična vedenja osebja: hitro odzivanje potencialnim kupcem (znotraj pet sekund od trenutka, ko kupec stopi v veleblagovnico), skrb, da so prodajne police vselej vsaj 70 – odstotno zapolnjene in to da ostajajo znotraj dodeljenega območja za prodajo (tri yardi). Nagrada za tovrstna specifična vedenja sta bila prosti čas in denarni dodatki. Razsikovalni načrt je bil, da v osmih veleblagovnicah niso dajali kontingenčne nagrade, v osmih pa. Tam kjer je bilo prisotno kontingenčno nagrajevanje so bili učinki vidni kmalu. Na vsakem od treh opazovanih vedenj je vseh osem veleblagovnic, kjer so delili nagrade, presegalo veleblagovnice, kjer nagrad niso delili.

### Učinki pri motiviranju zaposlenih
Stajkovič in Luthans v meta-analizi (2003, v ) zaključujeta, da ima kombinacija denarja, povratne informacije in socialnega ojačevanja močan učinek na zaželeno vedenje na delovnem mestu. Markham, Scott in McKee (2002, v ) so pokazali podobno močan učinek javnega pripoznanja kot nagrade na zmanjšanje absentizma. 

### Kritike uporabe teorije okrepitve
Po drugi strani navajajo precej problemov asociiranih s tovrstnim pristopom za motiviranje uslužbencev . Prvi problem je to, da je pristop nepraktičen. Malo je delovnih mest ali delovnih nalog, kjer je mogoče sistematično in urejeno določiti ali pojasniti koliko nagrade bomo dali in kako pogosto. Službe, kjer delujemo in prispevamo sami se namreč močno krčijo na račun služb, kjer delamo v moštvu ali v skupini. Pri skupinskem delu je težko določiti prispevek posameznika, zato težko pravično nagrajujemo prispevke posameznih članov. Drugi problem je ta, da ne morermo opazovati vseh pomembnih dejavnosti na delovnem mestu, saj se nekatere dejavnosti odvijajo v obliki kompleksnih kognitivnih procesov. Težava je v tem, da teorija okrepitve te pri proučevanju zanemarja. S tem tudi sistem temelječ na tej teoriji zavrača nagrajevanje kognitivnih procesov kot je na primer motivacija, namera, pričakovanja, učinki ciljev, proces presojanja, odločanja in podobno. Torej po teoriji okreptive nagrajujemo zgolj končni dosežek, rezultat dela, ne pa tudi notranjega mentalnega procesa, ki je do njega pripeljal. Dodaten problem nekateri avtorji (npr. Deci, Lepper, Kohn, v  ) vidijo v tem, da tovrsten pristop k motiviranju lahko zmanjša notranjo motivacijo. A v istem dihu velja dodati, da obstajajo tudi avtorji kot recimo Perez , ki trdijo, da ni dokazov, ki bi prepričali, da ustrezno izvedeni pristop nagrajevanja po teoriji okrepitve neizogibno povzroči padec notranje motivacije.  Na zadnje pa princip kontingenčnega nagrajevanja potrebuje tudi pazljivo opazovanje vedenja zaposlenih. To navrže supervizorju ali nadrejenemu dodatno delo, ki lahko vzame precej časa . Landy  tudi poudarja, da je sicer uporaba teorije okrepitve učinkovita pri razvijanju in spodbujanju preprostih, individualnih vedenj (npr. povečanje prodanih artiklov posameznega prodajalca), ampak da je pri kompleksnem vedenju (npr. skupinski načrt razvoj marketinške strategija za prodajo produkta) njena aplikativna vrednost vprašljiva.